# Mas Torroella (Santa Maria d'Oló)
El Mas Torroella és una obra de Santa Maria d'Oló (Moianès) inclosa a l'Inventari del Patrimoni Arquitectònic de Catalunya.

## Descripció
Gran mas amb diversos annexes a la casa i al barri. El b arri és tancat (1764). Destaca el gran portal adovellat a la façana de migdia, amb carreus de grans dimensions, de tradició renaixentista. Al seu costat hi ha dues arcades avui tapiades. Damunt hi ha una galeria de dos pisos amb quatre arcs cadascun, un d'ells inutilitzat. Les pilastres de la galeria són de pedra picada i molt ben treballades. Una barana de fusta destaca al pis superior. A ponent, un annex rectangular de dos pisos acabat en terrat i amb una barana de terra cuita, ha estat construït darrerament. Una petita torre sobresurt de la casa.

## Història
És una de les nombroses cases que durant el segle XIV- XVII s'aixecaren al terme de Santa Mª d'Oló, testimonis de l'augment de població i de riquesa que es va produir en aquesta època. Ho suposa que el mas fou aixecat en el lloc on hi havia hagut una torre de defensa, suposició, en par valida pel testimoni del topònim.